# Man of Steel
Man of Steel er en amerikansk superheltefilm instrueret af Zack Snyder, og skrevet af David S. Goyer i samarbejde med filmens producer Christopher Nolan, sammen skrev de 3 Batman film Batman Begins, The Dark Knight og The Dark Knight Rises, 3 film var ligeledes også instrueret af Nolan. Filmen er en ny fortolkning af fortællingen om den fiktive superhelt Superman, og den første live-action film om karakteren, siden Superman Returns fra 2006.

## Handling
Kort før Superman's hjemplanet Krypton destrueres, bliver den nyfødte Kal-El sendt mod Jorden i en rumkapsel. Landmændene Martha og Jonathan Kent finder den unge dreng, døber ham Clark og opdrager ham som ethvert andet barn. Men han er langt fra som alle andre, og snart viser han sine helt særlige superkræfter.
Som voksen slår Clark Kent sig ned i storbyen Metropolis, hvor han får arbejde på avisen Daily Planet og møder kollegaen Lois Lane. Alligevel føler han sig fremmedgjort pga. sine overmenneskelige kræfter og danner et alterego som Jordens beskytter, Superman.
Alle Supermans evner kommer derefter i brug, da Jorden trues af den skruppelløse General Zod - en af de overlevende fra Krypton, som besidder de samme superkræfter som Superman.

## Medvirkende
- Henry Cavill som Kal-El / Clark Kent / Superman
- Amy Adams som Lois Lane
- Michael Shannon som General Zod
- Kevin Costner som Jonathan Kent
- Diane Lane som Martha Kent
- Laurence Fishburne som Perry White
- Antje Traue som Faora-Ul
- Russell Crowe som Jor-El